# Giovan Battista Danti
Giovan Battista Danti (Perugia, 1478 – Venezia, 1517) è stato un matematico e ingegnere italiano.

## Biografia
Proveniente da una famiglia benestante di Perugia, suo padre Bartolomeo Ranaldi era un notaio mentre suo fratello Piervincenzo fu orafo, matematico e costruttore di strumenti astronomici. Piervincenzo assunse il soprannome "Dante" in onore del poeta fiorentino di cui era grande ammiratore ed in seguito Danti divenne il nuovo cognome familiare, comunemente adottato anche per Piervincenzo e per Giovan Battista. Alla famiglia Danti appartennero in seguito anche il vescovo e matematico Ignazio Danti e lo scultore Vincenzo Danti, nipoti di Piervincenzo.
Giovan Battista è ricordato per aver costruito una macchina che gli permetteva di eseguire dei voli planati. Danti avrebbe eseguito una serie di voli di prova sul Lago Trasimeno prima di tentare una dimostrazione pubblica a Perugia nel 1498, durante i festeggiamenti per le nozze tra il condottiero Bartolomeo d'Alviano e Pantasilea Baglioni, o secondo altre versioni nel 1503. Durante la dimostrazione però si ruppe un sostegno di metallo dell'ala sinistra ed egli cadde sul tetto della chiesa di Santa Maria, rompendosi una gamba. 

L'esperimento gli conferì ugualmente una certa fama tra i suoi concittadini ed è ricordato nelle opere di cronisti umbri dei secoli successivi come Cesare Crispolti nella sua Perugia Augusta del 1648 o Lione Pascoli nelle Vite de pittori scultori architetti perugini pubblicato nel 1732.
In seguito Giovan Battista sì trasferì a Venezia dove lavorò come ingegnere militare e docente di matematica e dove morì nel 1517.